# Mysidia decora
Mysidia decora är en insektsart som beskrevs av Broomfield 1985. Mysidia decora ingår i släktet Mysidia och familjen Derbidae. Inga underarter finns listade i Catalogue of Life.